# Алан Франко
Алан Франко Пальма (ісп. Alan Franco Palma, нар. 21 серпня 1998) — еквадорський футболіст, півзахисник аргентинського клубу «Тальєрес» і національної збірної Еквадору.

## Клубна кар'єра
Народився 21 серпня 1998 року. Вихованець футбольної школи клубу «Індепендьєнте дель Вальє». Дорослу футбольну кар'єру розпочав 2016 року в основній команді того ж клубу, в якій провів чотири сезони, взявши участь у 62 матчах чемпіонату. 
Своєю грою за цю команду привернув увагу представників тренерського штабу бразильського «Атлетіко Мінейру», до складу якого приєднався 2020 року. Відіграв за команду з Белу-Орізонті два роки своєї ігрової кар'єри. 2021 року вигравав у її складі чемпіонат Бразилії і Кубок країни. 
2022 року був відданий в оренду спочатку до американського «Шарлотта», а згодом до аргентинського «Тальєреса».

## Виступи за збірні
2015 року грав у складі юнацької збірної Еквадору (U-17), загалом на юнацькому рівні взяв участь у 5 іграх.
2018 року дебютував в офіційних матчах у складі національної збірної Еквадору.
У складі збірної — учасник розіграшу Кубка Америки 2021 в Бразилії та чемпіонату світу 2022 в Катарі.
| Дата       | Місто               | Господарі         | Результат | Гості             | Турнір                          | Голи | Примітки |
| ---------- | ------------------- | ----------------- | --------- | ----------------- | ------------------------------- | ---- | -------- |
| 12-9-2018  | Бриджв'ю (Іллінойс) | Еквадор           | 2 – 0     | Гватемала         | товариський матч                | -    | 54' 66'  |
| 12-10-2018 | Доха                | Катар             | 4 – 3     | Еквадор           | товариський матч                | -    | 62'      |
| 16-10-2018 | Доха                | Оман              | 0 – 0     | Еквадор           | товариський матч                | -    | 46'      |
| 14-11-2019 | Портов'єхо          | Еквадор           | 3 – 0     | Тринідад і Тобаго | товариський матч                | 1    | 58'      |
| 19-11-2019 | Гаррісон            | Еквадор           | 0 – 1     | Колумбія          | товариський матч                | -    | 84'      |
| 8-10-2020  | Буенос-Айрес        | Аргентина         | 1 – 0     | Еквадор           | Відбір до ЧС 2022               | -    | 69'      |
| 13-10-2020 | Кіто                | Еквадор           | 4 – 2     | Уругвай           | Відбір до ЧС 2022               | -    | 69'      |
| 12-11-2020 | Ла-Пас              | Болівія           | 2 – 3     | Еквадор           | Відбір до ЧС 2022               | -    | 83'      |
| 4-6-2021   | Порту-Алегрі        | Бразилія          | 2 – 0     | Еквадор           | Відбір до ЧС 2022               | -    |          |
| 20-6-2021  | Ріо-де-Жанейро      | Венесуела         | 2 – 2     | Еквадор           | Копа Америка 2021 - 1-й етап    | -    | 45+3'    |
| 23-6-2021  | Гоянія              | Еквадор           | 2 – 2     | Перу              | Копа Америка 2021 - 1-й етап    | -    |          |
| 27-6-2021  | Гоянія              | Бразилія          | 1 – 1     | Еквадор           | Копа Америка 2021 - 1-й етап    | -    |          |
| 3-7-2021   | Гоянія              | Аргентина         | 3 – 0     | Еквадор           | Копа Америка 2021 - чвертьфінал | -    | 30' 71'  |
| 9-9-2021   | Монтевідео          | Уругвай           | 1 – 0     | Еквадор           | Відбір до ЧС 2022               | -    | 80'      |
| 10-10-2021 | Барранкілья         | Колумбія          | 0 – 0     | Бразилія          | Відбір до ЧС 2022               | -    | 83'      |
| 14-10-2021 | Барранкілья         | Колумбія          | 0 – 0     | Еквадор           | Відбір до ЧС 2022               | -    | 87'      |
| 11-11-2021 | Кіто                | Еквадор           | 1 – 0     | Венесуела         | Відбір до ЧС 2022               | -    |          |
| 17-11-2021 | Сантьяго            | Чилі              | 0 – 2     | Еквадор           | Відбір до ЧС 2022               | -    | 45' 72'  |
| 27-1-2022  | Кіто                | Еквадор           | 1 – 1     | Бразилія          | Відбір до ЧС 2022               | -    |          |
| 1-2-2022   | Ліма                | Перу              | 1 – 1     | Еквадор           | Відбір до ЧС 2022               | -    | 28' 89'  |
| 29-3-2022  | Гуаякіль            | Еквадор           | 1 – 1     | Аргентина         | Відбір до ЧС 2022               | -    | 48'      |
| 6-6-2022   | Чикаго              | Мексика           | 0 – 0     | Еквадор           | товариський матч                | -    | 90+5'    |
| 12-6-2022  | Форт-Лодердейл      | Еквадор           | 1 – 0     | Кабо-Верде        | товариський матч                | -    | 67'      |
| 23-9-2022  | Мурсія              | Саудівська Аравія | 0 – 0     | Еквадор           | товариський матч                | -    | 26'      |
| 12-11-2022 | Мадрид              | Еквадор           | 0 – 0     | Ірак              | товариський матч                | -    |          |
| Усього     |                     | Матчів            | 25        |                   | Голів                           | 1    |          |

## Титули і досягнення
- Чемпіон Бразилії (1):

«Атлетіко Мінейру»: 2021
- Володар Кубка Бразилії (1):

«Атлетіко Мінейру»: 2021